# Эстония (футбольный клуб)
Футбольный клуб «Эстония» Таллин (эст. Tallinna Jalgpalliselts Estonia) — ныне не существующий футбольный клуб из Таллина, выступавший в чемпионате Эстонии.

## История
Основан в ноябре 1930 года. В своих первых двух сезонах (1931—1932) выступал в первом дивизионе, в 1932 году стал победителем турнира.
С 1933 года выступал в высшем дивизионе. Сразу же стал одним из ведущих клубов страны. В дебютном сезоне занял второе место, затем пять раз подряд завоёвывал чемпионский титул. В течение двух с половиной сезонов (1934—1936) не потерпел ни одного поражения в чемпионате страны. В сезоне 1939/40 финишировал вторым, пропустив вперёд «Олимпию» (Тарту).
После вхождения Эстонии в состав СССР в 1940 году был расформирован. Во время немецкой оккупации воссоздан, в 1942 году занял второе место в чемпионате Эстонии, а в 1943 году стал чемпионом. В августе 1944 года после возвращения советской администрации расформирован окончательно.

## Известные игроки
- Рихард Куремаа
- Николай Линберг
- Арнольд Пихлак
- Эльмар Саар
- Хейнрих Ууккиви
- Эдуард Элльман-Ээльма

## Достижения
- Чемпион Эстонии: 1934, 1935, 1936, 1937/1938, 1938/1939, 1943
- Серебряный призёр чемпионата Эстонии: 1933, 1939/40, 1942